# 拉尼乔克
拉尼乔克，是匈牙利巴兰尼亚州所辖的一个村。总面积25.40平方公里，总人口2583，人口密度101.7人/平方公里（2011年1月1日）。